# Hochosterwitz
Hochosterwitz je naselje v Občini Šentjurij ob Dolgem jezeru v Okraju Šentvid ob Glini na Koroškem v Avstriji.
Naselje je najbolj znano po gradu Ostrovica (nemško Burg Hochosterwitz).